# Fanny Abramovich
Fanny Abramovich (São Paulo, 21 de setembro de 1940 - São Paulo, 27 de novembro de 2017) foi uma pedagoga, arte-educadora, crítica literária e escritora infanto-juvenil brasileira. Escreveu mais de 40 livros nas áreas de pedagogia e infanto-juvenis.

## Biografia
Fanny Abramovich, nascida em uma família de origem judaica no bairro do Bom Retiro, era filha do comerciante Francisco Abramovich e da professora e ativista política Elisa Kauffmann Abramovich, primeira mulher eleita vereadora de São Paulo, pelo Partido Comunista Brasileiro em 1947.
Aos 14 anos, Fanny começou a dar aulas particulares; aos 16, lecionou na escola Schlom Aleichem, uma escola experimental gerida por judeus alinhados politicamente à esquerda. Cursou a escola normal do Instituto de Educação Padre Anchieta, concluindo-o em 1958, no Colégio Batista Brasileiro. Concluída a formação de normalista, ela começa o curso de pedagogia na Faculdade de Filosofia, Letras e Ciências Humanas da Universidade de São Paulo, que conclui em 1963. Em 1965 se especializou em arte-educação na Europa, sendo considerada uma das grandes responsáveis pela introdução da disciplina de artes no currículo escolar das escolas brasileiras.
Em 1977 escreveu uma coluna no Jornal da Tarde. Na década de 1980 apresentou um quadro sobre educação no programa TV Mulher, da Rede Globo.
Fanny Abramovich morreu em 27 de novembro de 2017, por complicações da doença de Parkinson.